# Plebiscito constitucional de Uruguay de 1971
El 28 de noviembre de 1971 se realizaron dos plebiscitos constitucionales en Uruguay junto a las elecciones generales. Se preguntó a los votantes si aprobaban dos propuestas; una para permitir a los presidentes la posibilidad de buscar la reelección inmediata para un segundo mandato, y una para forzar la renuncia del presidente si algo de sus ministros era encontrado culpable de violar la ley. Ambas fueron rechazadas por los votantes.

## Propuestas
La propuesta para permitir a los presidentes buscar la reelección inmediata para un segundo mandato fue propuesta por el sector batllista del Partido Colorado en la Asamblea General. fue inspirada por la Unión Nacional Reeleccionista apoyada por el presidente Jorge Pacheco Areco.
La propuesta para forzar la renuncia presidencial si algún ministro era encontrado culpable de violar la ley fue propuesta mediante iniciativa popular.

## Resultado

### Reelección inmediata
| Opción                             | Votos     | %     |
| ---------------------------------- | --------- | ----- |
| A favor                            | 491 680   | 29.55 |
| En contra                          | 1 172 439 | 70.45 |
| Total                              | 1 664 119 | 100   |
| Votantes registrados/participación | 1 875 660 | 88.72 |
| Fuente:Democracia Directa          |           |       |

### Renuncia presidencial
| Opción                             | Votos     | %     |
| ---------------------------------- | --------- | ----- |
| A favor                            | 1870      | 0.10  |
| En contra                          | 1 738 249 | 99.90 |
| Total                              | 1 740 119 | 100   |
| Votantes registrados/participación | 1 875 660 | 92.65 |
| Fuente:Democracia Directa          |           |       |